# ريتشارد كيلتي
ريتشارد كيلتي (بالإنجليزية: Richard Kilty) مواليد 2 سبتمبر 1989 في إنجلترا، هو عداء بريطاني متخصص في 60 متر و100 متر و200 متر. أفضل رقم شخصي له هو 6.49 (60 م). سبق أن فاز بالميدالية الذهبية في بطولة أوروبا لألعاب القوى وبطولة العالم لألعاب القوى داخل الصالات.

## الميداليات
| الميدالية | المسابقة                                    |
| --------- | ------------------------------------------- |
| ذهبية     | بطولة العالم لألعاب القوى داخل الصالات 2014 |
| ذهبية     | بطولة أوروبا لألعاب القوى 2014              |
| ذهبية     | بطولة أوروبا لألعاب القوى داخل الصالات 2015 |
| فضية      | بطولة أوروبا لألعاب القوى تحت 23 سنة 2011   |
| فضية      | دورة ألعاب الكومنولث 2014                   |

## روابط خارجية
- ريتشارد كيلتي على موقع الاتحاد الدولي لألعاب القوى (الإنجليزية)
- ريتشارد كيلتي على موقع ThePowerOf10.info (الإنجليزية)
- ريتشارد كيلتي على موقع الدوري الماسي (الإنجليزية)
- ريتشارد كيلتي على موقع اللجنة الأولمبية الدولية (الإنجليزية)
- ريتشارد كيلتي على موقع أوليمبيديا (الإنجليزية)
- ريتشارد كيلتي على موقع اللجنة الأولمبية البريطانية (الإنجليزية)
- ريتشارد كيلتي على موقع اتحاد ألعاب الكومنولث (مؤرشف) (الإنجليزية)